# Powiat Aida
Powiat Aida (jap. 英田郡 Aida-gun) – powiat w Japonii, w prefekturze Okayama. W 2024 roku liczył 1318 mieszkańców.

## Miejscowości
- Nishiawakura